# Wojciech Gerwel
Wojciech Gerwel là đại sứ nước Cộng hòa Ba Lan tại Cộng hòa Xã hội Chủ nghĩa Việt Nam (2018–2022).
Ông là nhà ngoại giao chuyên nghiệp. Trước khi nhậm chức đại sứ, ông là tham tán thứ I về nghiên cứu chiến lược tại Vụ Chiến lược Chính sách Ngoại giao, Bộ Ngoại giao, và giữ chức vụ học giả tại Trung tâm Sự vụ Quốc tế mang tên Weatherhead của Đại học Havard. Trước đó, ông đã từng phụ trách phòng thị trường ngoài châu Âu tại Vụ Hợp tác Kinh tế của Bộ Ngoại giao. Từ năm 2007 đến 2014 ông là tham tán kinh tế tại Đại sứ quán Cộng hòa Ba Lan tại Hà Nội.
Trước khi làm việc trong ngành ngoại giao của Ba Lan, ông đã làm việc ở vị trí nhà phân tích tại Trung tâm Phân tích Chính sách Châu Âu (CEPA) ở Washington, và cũng đã hợp tác với các think tank khác như Trung tâm Nghiên cứu Chiến lược và Quốc tế (CSIS). Kinh nghiệm nghề nghiệp của ông còn có cả tư vấn về liên kết bảy bộ lạc người thổ dân ở Canada.
Ông đã tốt nghiệp thạc sĩ tại Trường Dịch vụ Đối ngoại thuộc Đại học Georgetown và cử nhân về lĩnh vực kinh tế & chính trị học tại Đại học Tổng hợp mang tên Simon Fraser ở Vancouver. Ông cũng từng nghiên cứu tại Viện Nghiên cứu Chính trị ở Paris và Lester B. Pearson United World College ở Victoria, Canada.
Ông nhậm chức Đại sứ của Ba Lan tại Việt Nam vào tháng  8 năm 2018.
Đại sứ Gerwel đã được vinh danh Huân chương Hữu nghị Việt Nam Ông có vợ và con gái. Sử dụng thành thạo tiếng Anh và Pháp, hạn chế hơn với tiếng Đức và Nga.

## Phù hiệu
- Huân chương Hữu nghị[4]